# CL Smooth

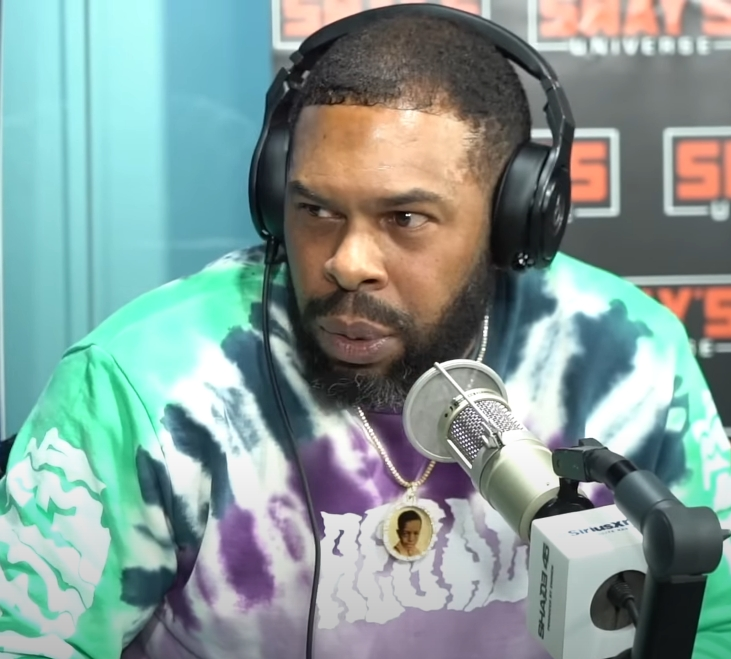
CL Smooth, 2019

Corey Brent Penn (* 8. Oktober 1968 in New Rochelle, New York; Künstlername CL Smooth) ist ein US-amerikanischer Rapper, der hauptsächlich für seine Zusammenarbeit mit dem Produzenten Pete Rock als Pete Rock & CL Smooth bekannt ist.
Nachdem sich das Duo 1995 trennte, zog sich Penn zunächst weitgehend aus dem Musikgeschäft zurück und trat nur gelegentlich als Gastinterpret auf Werken anderer Künstler auf, unter anderem 1998 auf dem Soloalbum seines ehemaligen Partners Pete Rock, Soul Sourvivor. 2006, also mehr als 10 Jahre nach dem letzten Album als Pete Rock & C.L. Smooth, veröffentlichte Smooth sein erstes Soloalbum American Me.

## Diskografie
- 2006: American Me
- 2007: The Outsider